# In the Army Now (musikalbum)
In The Army Now släpptes efter ett par års uppehåll av den brittiska musikgruppen Status Quo. Albumet blev ett av deras mest sålda och singeln "In the Army Now" fick en andraplacering på den brittiska singellistan. Låten är en cover som ursprungligen skrevs av Bolland och var med på deras album the Domino theory, dock har texten ändrats lite för att inte vara stötande.

## Låtlista
| Nr           | Titel           | Kompositör                     | Längd |
| ------------ | --------------- | ------------------------------ | ----- |
| 1.           | Rollin' Home    | John David                     | 4:25  |
| 2.           | Calling         | Bernie Frost, Francis Rossi    | 4:04  |
| 3.           | In Your Eyes    | Bernie Frost, Francis Rossi    | 5:07  |
| 4.           | Save Me         | Richard Parfitt, Francis Rossi | 4:24  |
| 5.           | In the Army Now | Ferdi Bolland, Robert Bolland  | 4:41  |
| 6.           | Dreamin'        | Bernie Frost, Francis Rossi    | 2:54  |
| 7.           | End Of The Line | Richard Parfitt, Ricky Patrick | 4:58  |
| 8.           | Invitation      | Francis Rossi, Robert Young    | 3:15  |
| 9.           | Red Sky         | John David                     | 4:14  |
| 10.          | Speechless      | Ian Hunter                     | 3:40  |
| 11.          | Overdose        | Richard Parfitt, Pip Williams  | 5:24  |
| Total längd: | Total längd:    | Total längd:                   | 47:06 |